# リーフラス
リーフラス株式会社（英: LEIFRAS. Co., Ltd.）は、東京都渋谷区に本社を置く日本の企業。

## 概要
スポーツサービスを提供するソーシャルビジネス企業。社会や地域の問題点を、スポーツを通して解決していくことをミッションとしている。　スポーツスクールの種目は、サッカー・野球・バスケットボール・テニス・空手・陸上競技・剣道・バレーボール・ダンス・チアダンス・卓球など13種目。他にスポーツイベント・部活動支援・放課後等デイサービスなどを事業とし、スポーツ技術にとどまらず、礼儀や公共心を教え、スポーツを通じた非認知能力の育成と、地域の活性化や課題解決に取組む。
2020年に名古屋市立小学校全校での部活動支援事業を受託。政令指定都市全体での部活動の民間委託事例は国内初。東京商工リサーチの調査によると、スポーツスクール会員数・スクール数・部活動受託校数（累計）で国内最多。2025年3月社外取締役にプロゴルファーの石川遼が就任。

## テレビ番組
- 日経スペシャル カンブリア宮殿 パパ・ママ必見... 現代っ子に"スポーツ"の楽しさを！ ～ニッポンを健康にするベンチャー企業～（2016年4月14日、テレビ東京）[9]